# Ранклюфт

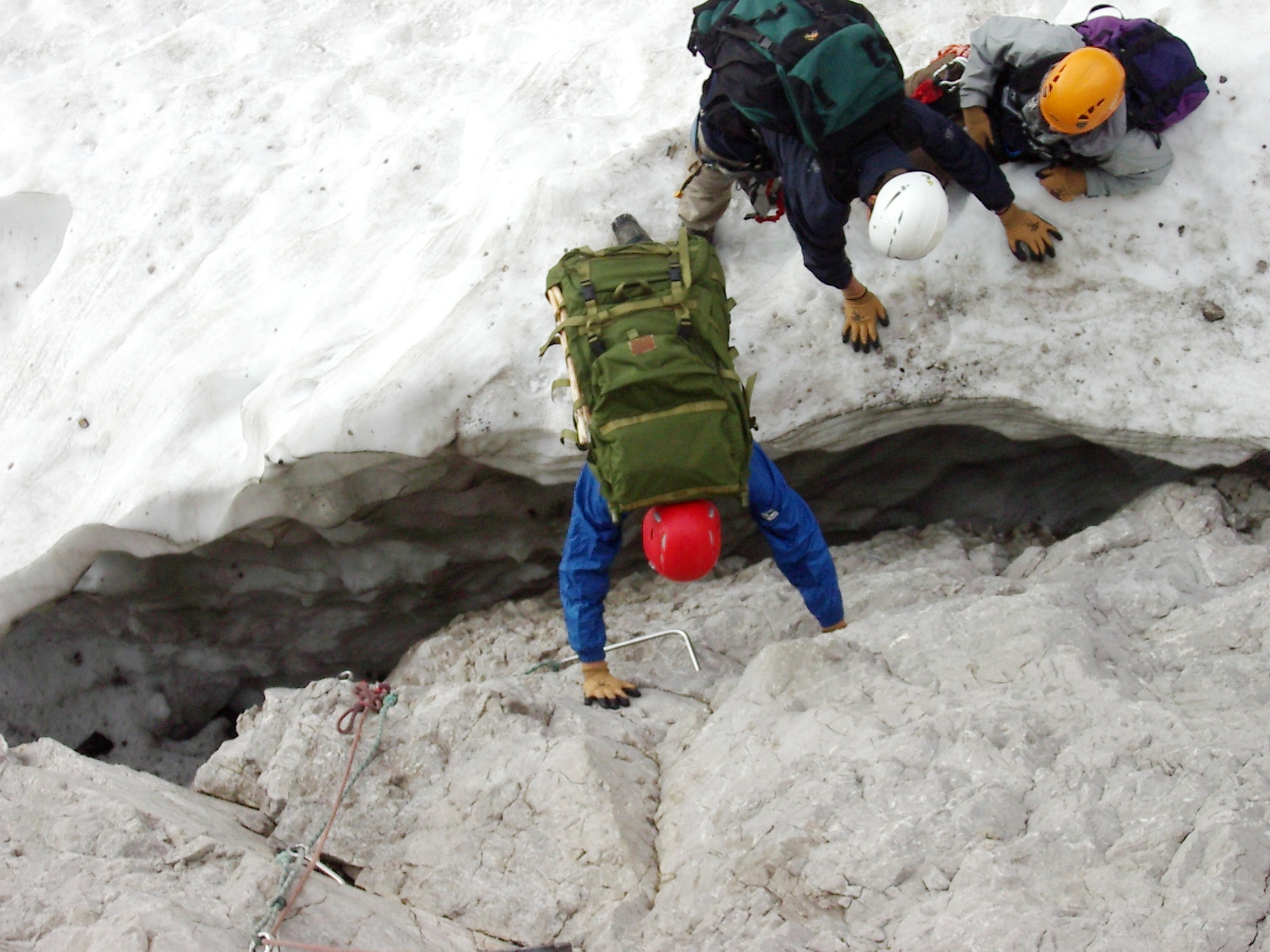
Альпинисты перебираются через ранклюфт, вид сверху

Ранклюфт (нем. Randkluft) — трещина таянья на границе ледника. Обычно образуется на боковых частях ледника, где он близко подходит к освещенным и нагретым склонам. Вытаивание льда является основной причиной образования ранклюфта, в отличие от бергшрунда, который образуется при разрыве снежно-ледового склона под действием силы тяжести. Ранклюфт часто используют для подъема на ледник или обхода ледопадов, однако необходимо учитывать риск камнепада со скальных стен и ледовых обвалов со склона ледника.

## Внешние ссылки
- Ссылки из ледникового справочника
- Термины горного рельефа